# Ансари, Ануше
Ануше́ Ансари́ (слу́шайтео файле, Аноуше Ансари, Анюше Ансари, перс. انوشه انصاری‎ — Anušeh Ansâri, англ. Anousheh Ansari; род. 12 сентября 1966, Мешхед, Иран) — американка персидского происхождения, учёный. Соосновательница и глава компании Prodea systems, Inc. 18 сентября 2006 стала первым космическим туристом среди женщин.

## Биография
Родилась в городе Мешхед на северо-востоке Ирана. Как заявляет сама Ансари, у неё персидские корни и она гордится этим. После того, как Ансари была зачислена в отряд космонавтов, ряд азербайджанских СМИ распространили информацию, что Ансари — этническая азербайджанка, при этом допустив в сообщении фактические ошибки, например, указав местом рождения Ансари Тегеран. Эту же новость с указанием этнического происхождения и места рождения Ансари повторил ряд российских СМИ. Вскоре после рождения Ануше её родители переехали в Тегеран, где прошло её детство и юность. В 1984 году она уехала в США, так как родители хотели дать ей возможность получить хорошее образование и заниматься наукой. Ануше получила степень бакалавра в Университете Джорджа Мейсона, где занималась информатикой и электроникой, а степень магистра — в Университете Джорджа Вашингтона.
После окончания учёбы она нашла работу в MCI, Inc., где познакомилась с Хамидом Ансари, за которого вышла замуж в 1991 году. В 1993 году Ануше, Хамид и его брат Амир основали компанию Telecom Technologies, Inc. (TTI). Ануше занимала пост исполнительного директора компании. В 2000 году они продали TTI компании Sonus Networks, Inc. за 550 миллионов долларов. Вскоре после этого курс акций TTI резко упал, в связи с чем сделка была оспорена Sonus Networks, а Ансари обвинены в инсайдерской торговле.
Ануше является членом попечительного совета фонда X Prize Foundation. Семья Ансари сделала в него многомиллионные вложения и стала титульным спонсором приза Ansari X Prize (первоначальное название — X Prize), который присуждался за первый частный суборбитальный космический корабль. 4 октября 2004 года приз был выигран участниками проекта Tier One, разработавшими корабль SpaceShipOne.
В феврале 2006 года инвестиционная фирма Ансари, Prodea Systems, Inc., объявила о партнёрстве со Space Adventures, Ltd. и с Федеральным космическим агентством России, в рамках которого должен быть создан флот суборбитальных космических кораблей для коммерческого использования.
Кроме родного персидского языка, Ануше свободно владеет английским и французским. Во время подготовки к космическому полёту она также приобрела навыки разговорного русского языка.

## Космический полёт
Ануше Ансари готовилась к космическому полёту как дублёр японского бизнесмена Дайсукэ Эномото, который должен был стать четвёртым космическим туристом. Но 21 августа 2006 полёт Эномото был отменён по медицинским показателям, и на следующий день Ануше была включена в основной состав экипажа.
18 сентября 2006 года в 4:09 UTC «Союз ТМА-9» с экипажем в составе Михаила Тюрина, Майкла Лопес-Алегриа и Ануше Ансари успешно стартовал с космодрома Байконур. Ануше стала первой женщиной-космическим туристом (перс. کیهانگرد‎ — кейхангард) и первым иранцем в космосе.
20 сентября в 5:21 корабль успешно пристыковался к кормовому стыковочному узлу модуля «Звезда» МКС. За восемь дней, провёденных на станции, Ануше выполнила несколько научных экспериментов, в основном связанных с влиянием космической радиации и невесомости на членов экипажа и на микроорганизмы. Она стала также первым человеком, который вёл блог во время космического полёта.
29 сентября в 1:13 Ануше вернулась на Землю в составе экипажа возвращения корабля «Союз ТМА-8». Посадка произошла успешно в расчётном районе Казахстана. Кроме туристки, в состав экипажа возвращения входили космонавт Павел Виноградов и астронавт Джеффри Уильямс.
Работа Ануше на станции получила хорошие отзывы от остальных членов экипажа, несмотря на то, что незадолго перед полётом Лопес-Алегриа говорил, что, по его мнению, возить туристов на станцию, работа над которой ещё далеко не завершена, не следует.
До полёта Ануше хотела разместить на скафандре американский флаг и старый иранский флаг периода 1925—1964 годов, как символы двух стран, воспитавших и взрастивших её. Но правительства США и России рекомендовали ограничиться американским флагом из-за возможных политических последствий. Ануше последовала рекомендациям и вместо размещения иранского флага решила использовать его цвета в эмблеме на своём скафандре. При этом полёт Ануше был положительно воспринят в официальных иранских СМИ.

## Галерея

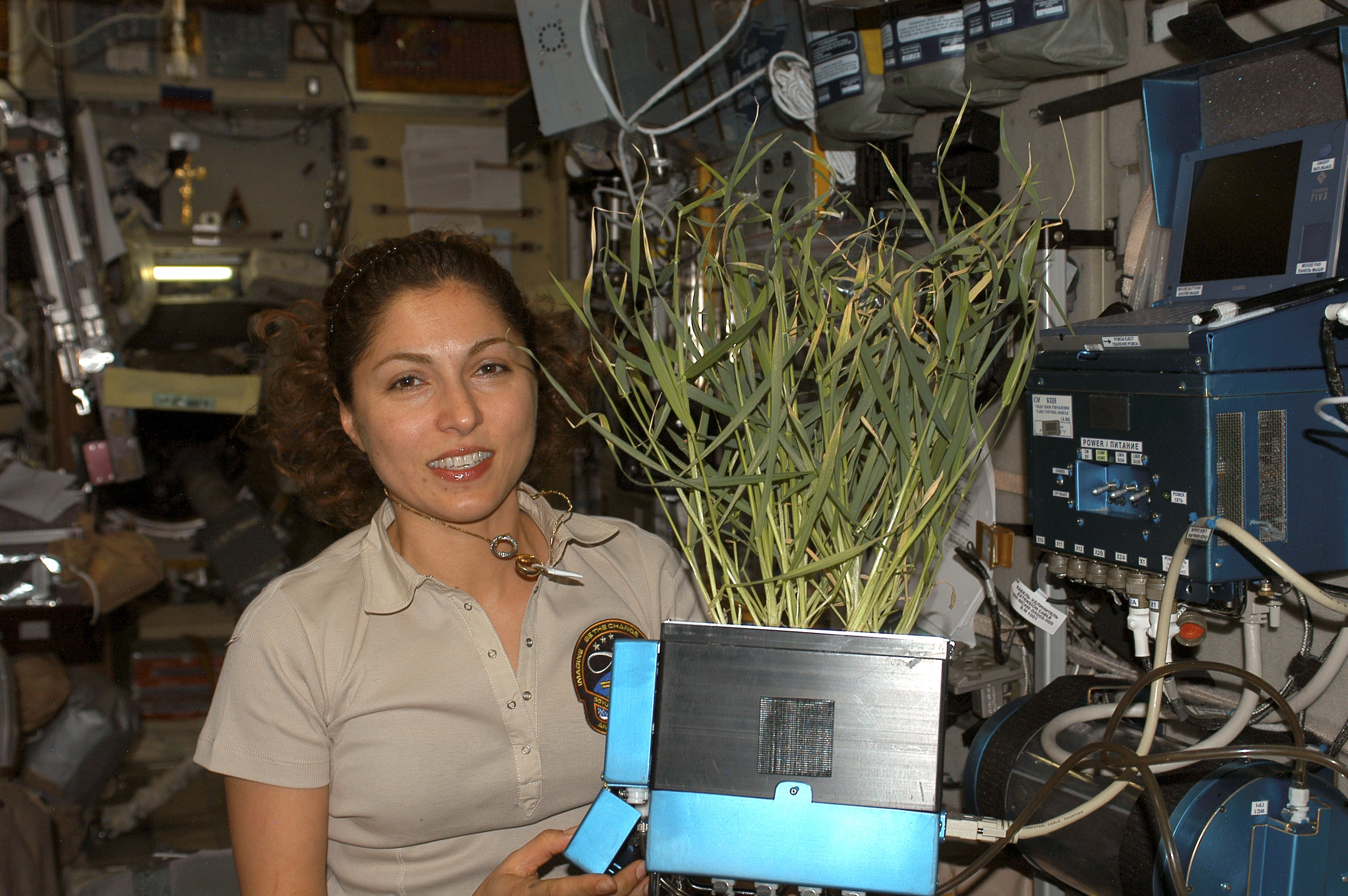
В модуле  МКС «Звезда»
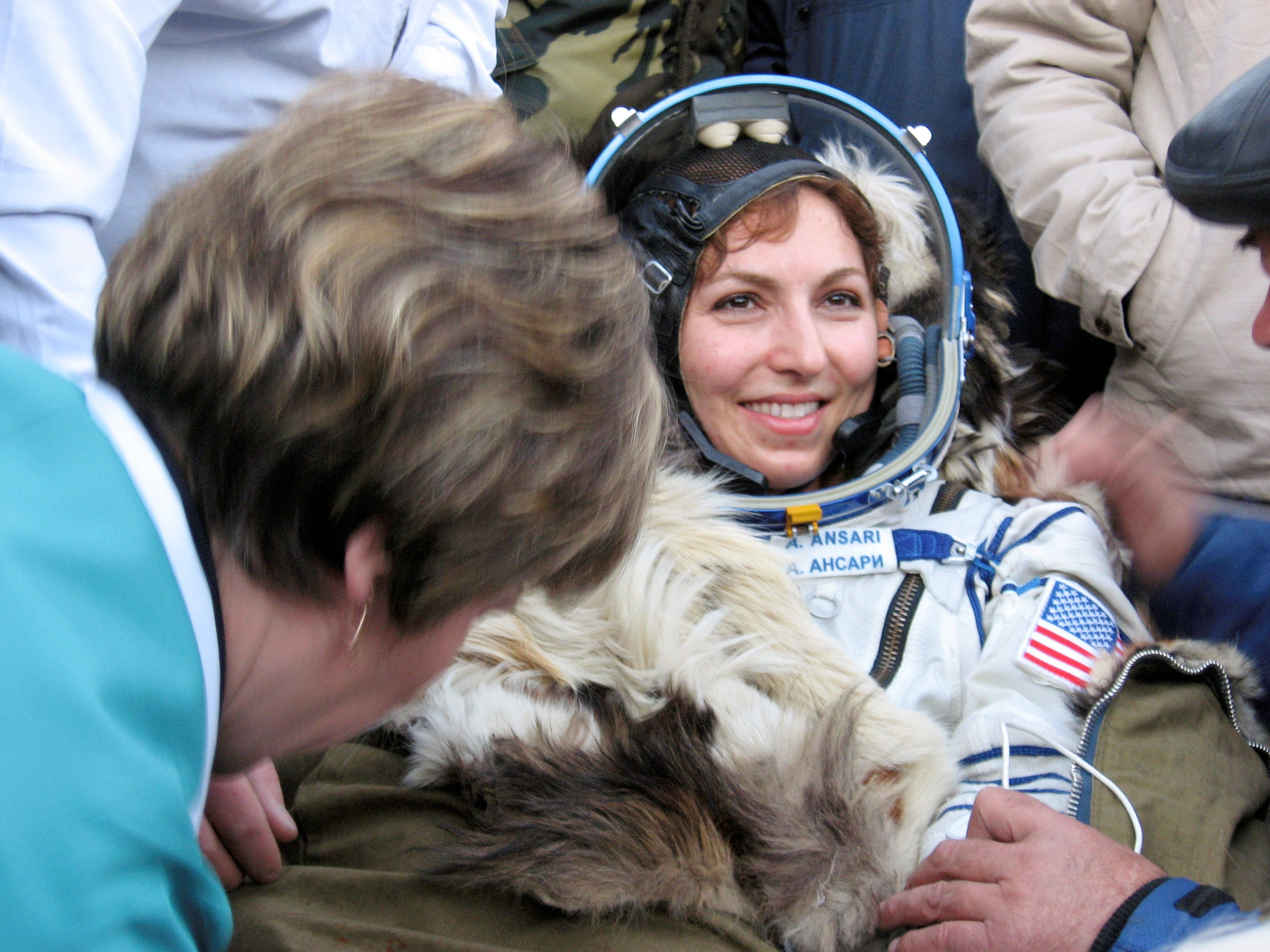
Сразу после посадки